# Endre Palócz
Endre Palócz né le 23 mars 1911 à Budapest et mort le 11 janvier 1988 dans la même ville, est un escrimeur et maître d'armes hongrois. Il a gagné une médaille de bronze par équipe lors des Jeux olympiques d'été de 1952.

## Palmarès
- Jeux olympiques:
  -  médaille de bronze par équipe aux Jeux olympiques d'Helsinki en 1952[1]